# Raimo Vilén
Raimo Vilén (Finlandia, 10 de agosto de 1945) es un atleta finlandés retirado especializado en la prueba de 60 m, en la que consiguió ser medallista de bronce europeo en pista cubierta en 1973.

## Carrera deportiva
En el Campeonato Europeo de Atletismo en Pista Cubierta de 1973 ganó la medalla de bronce en los 60 metros, corriéndolos en un tiempo de 6.71 segundos, tras el polaco Zenon Nowosz  (oro con 6.64 segundos) y el alemán Manfred Kokot  (plata con 6.66 segundos).